# Gagaraljóð
Gagaraljóð fue una forma métrica de composición tardía en la poesía escáldica, que se hizo popular a finales de la Edad Media, especialmente durante la reforma protestante en Islandia. Una estrofa de cuatro líneas y cuatro acentuaciones; la rima era en forma 'abab', siempre masculina.